# Garidech
Garidech è un comune francese di 1 588 abitanti situato nel dipartimento dell'Alta Garonna nella regione dell'Occitania.

## Società

### Evoluzione demografica
Abitanti censiti

## Monumenti

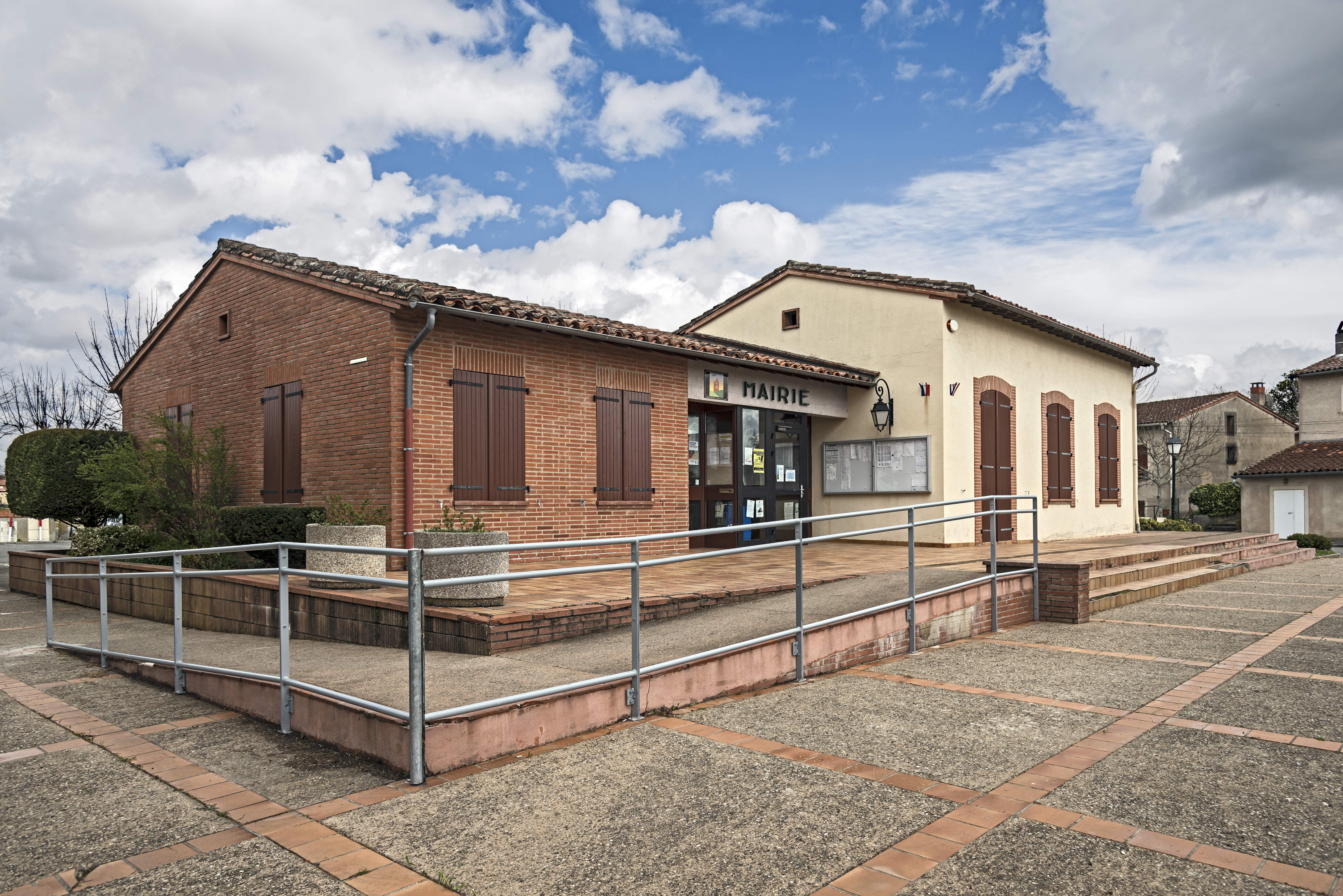
Il municipio;
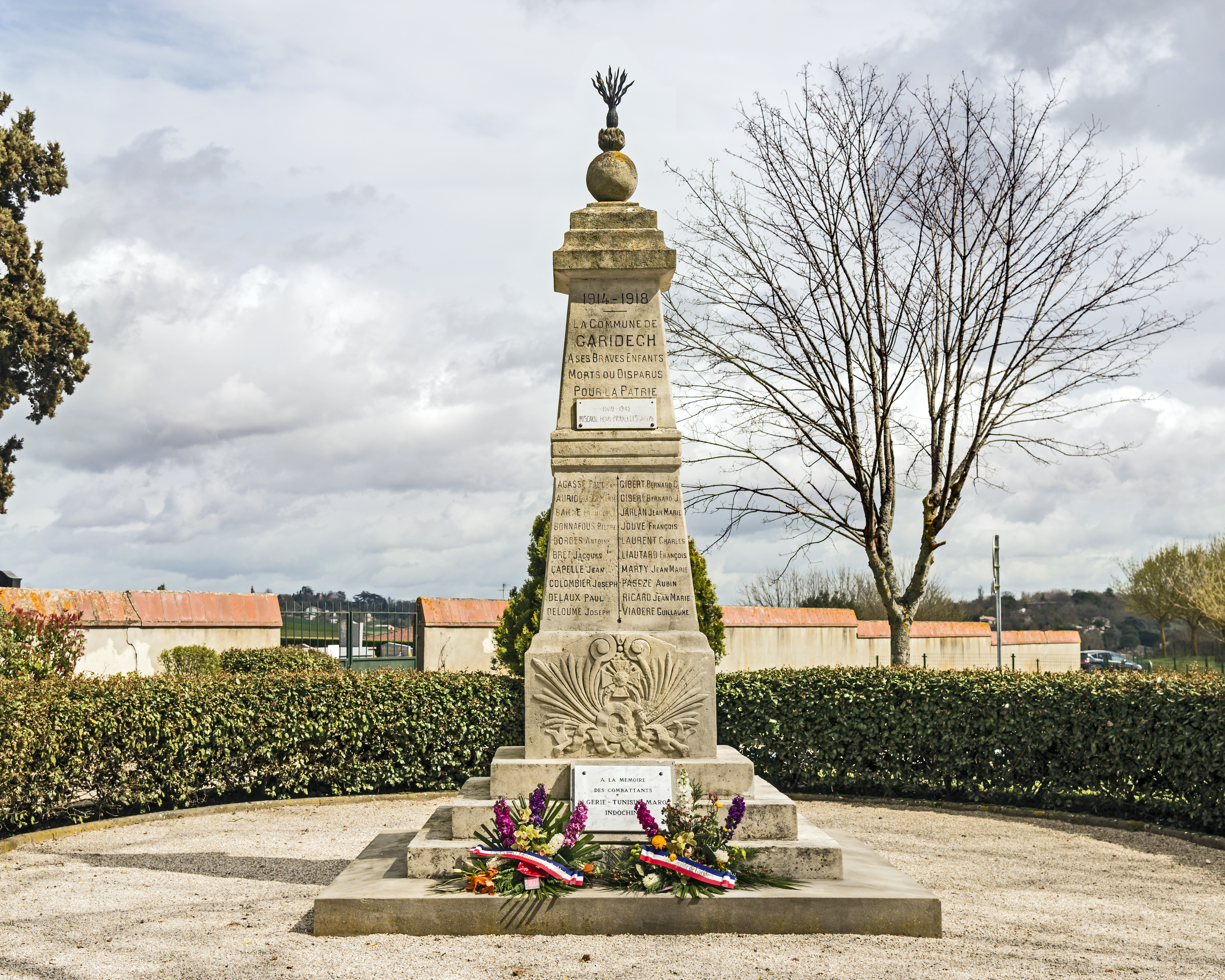
Il monumento ai caduti;
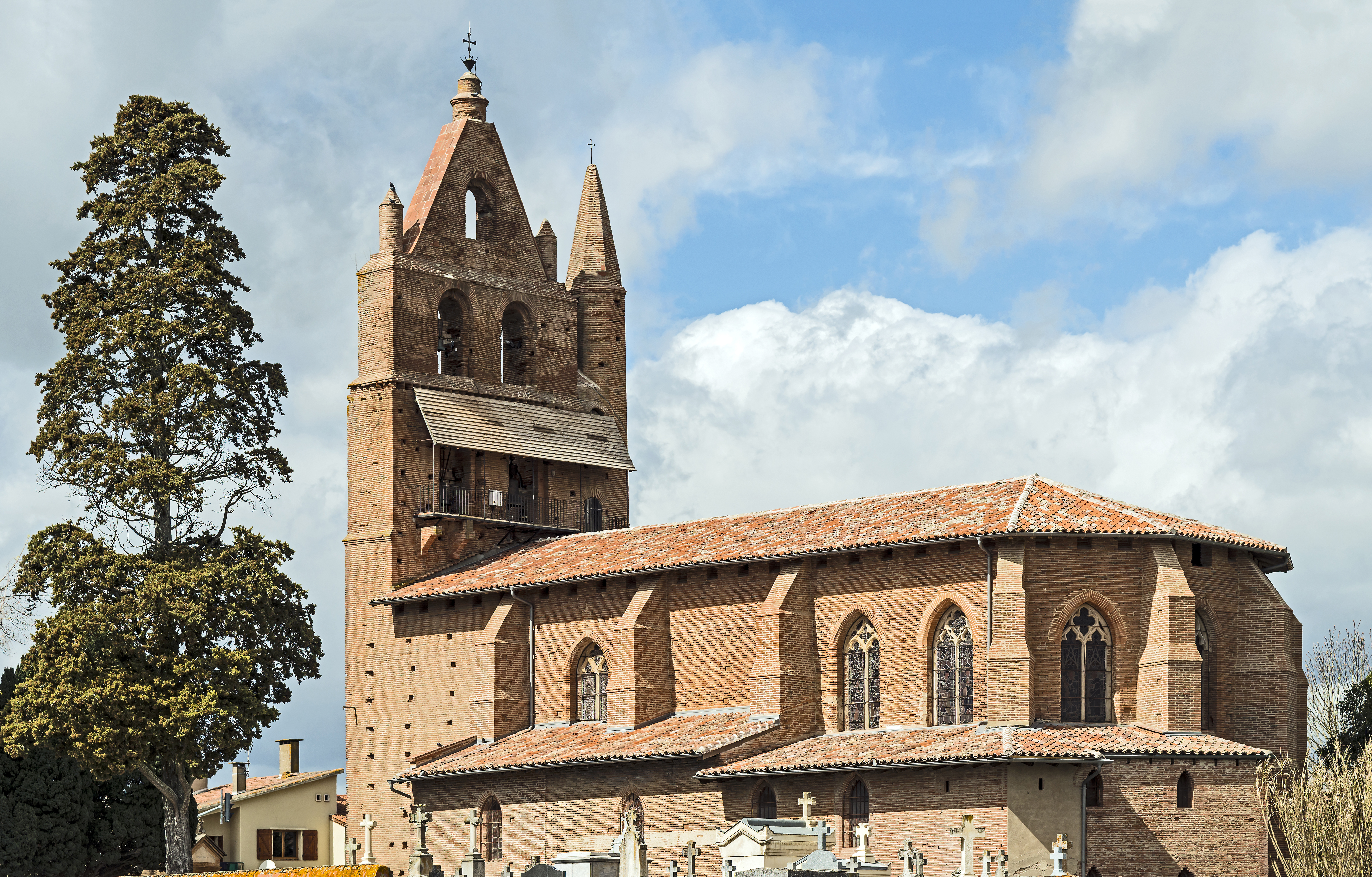
La Chiesa;
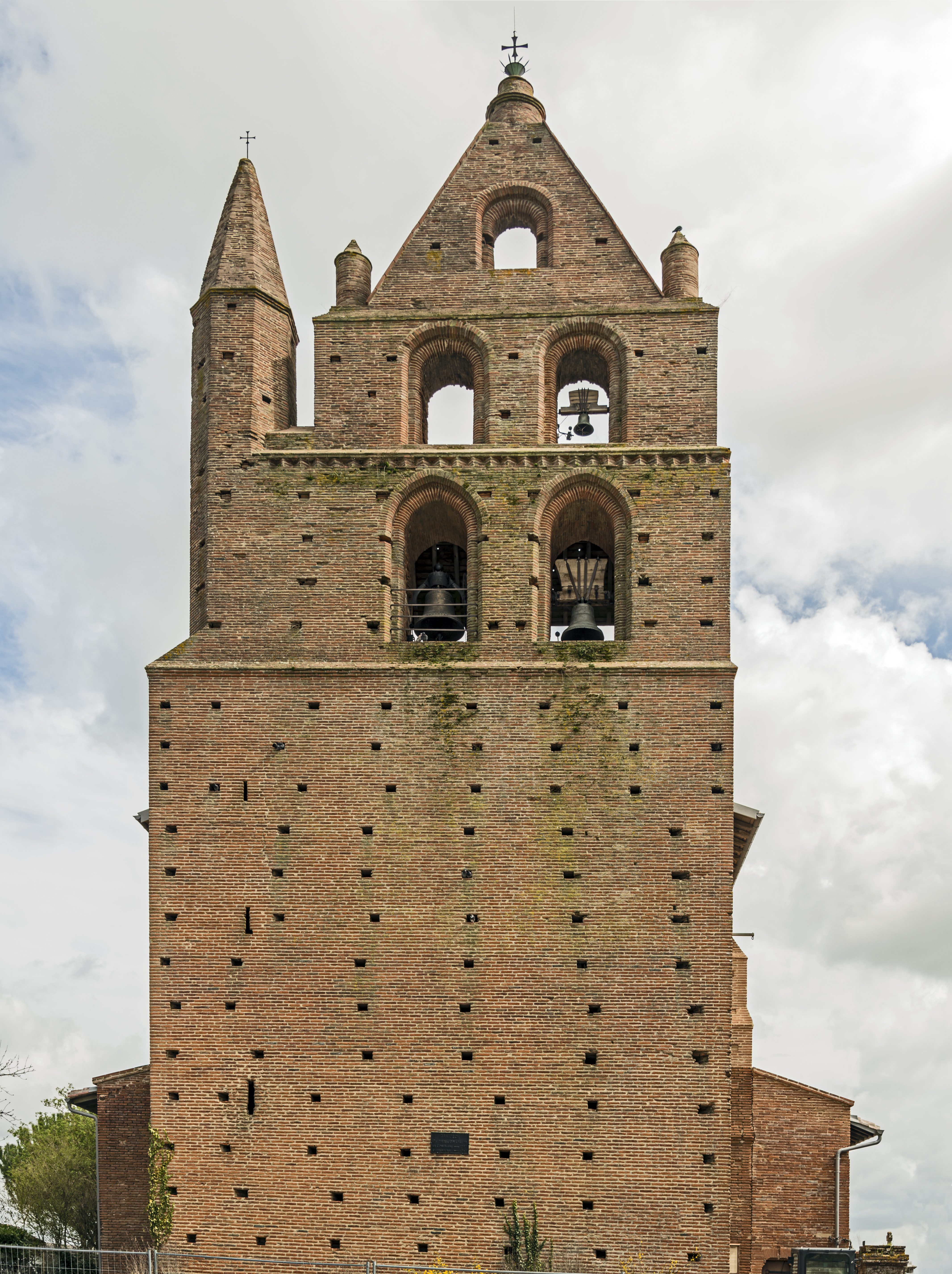
Campanile a vela
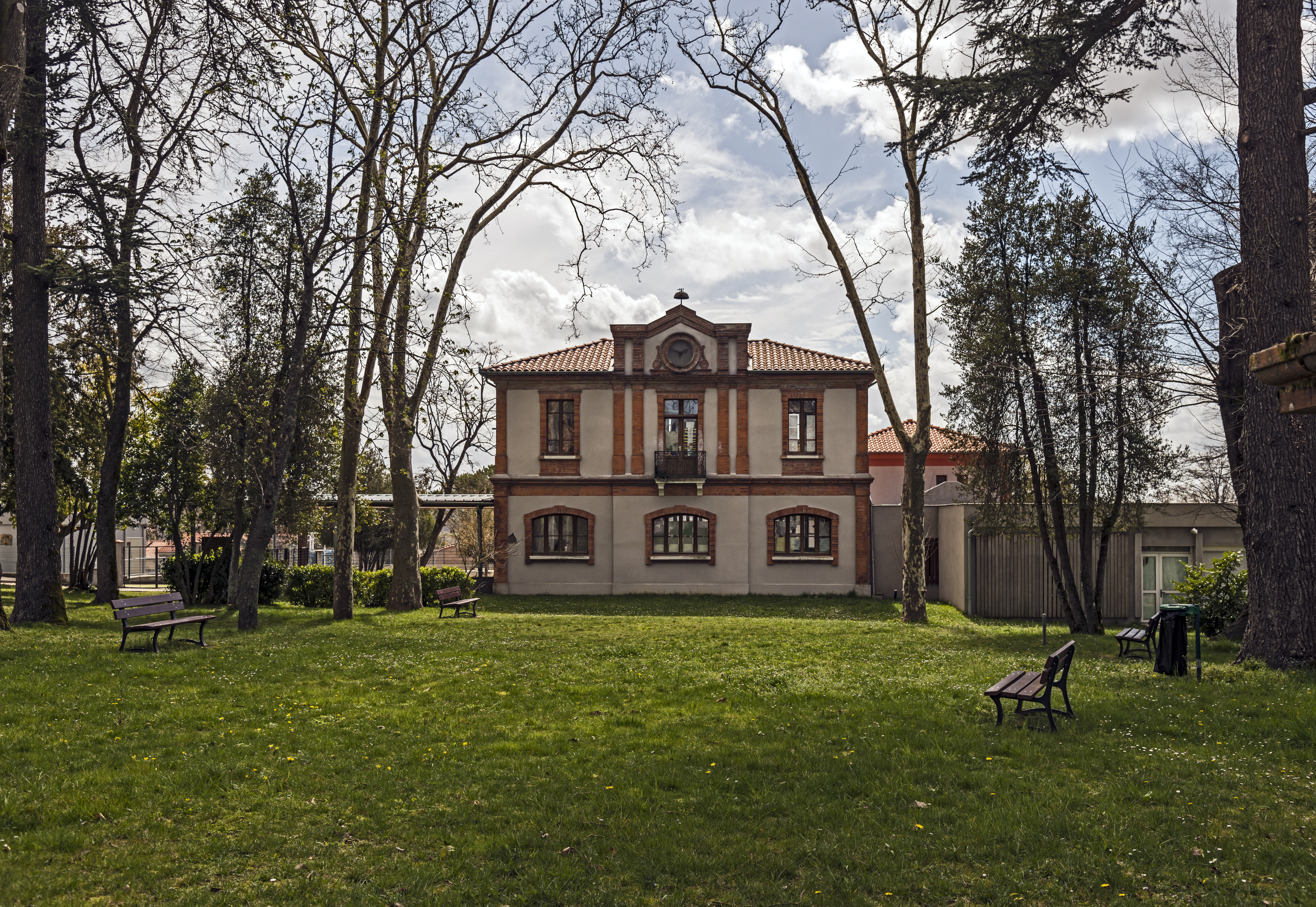
La scuola